# 伊丹十三
伊丹 十三（いたみ じゅうぞう、1933年5月15日 - 1997年12月20日）は、日本の映画監督・俳優・脚本家・エッセイスト。本名は池内 義弘（いけうち よしひろ）。雑誌編集長・商業デザイナー・イラストレーター・CMプランナー・ドキュメンタリー映像作家としても活動し、料理通としても知られた。

## 人物
監督デビューは51歳と遅咲きだったが、それまでに表現手段を追究する職を多数経験し、その集大成として映画に挑戦し、ヒットメーカーとなった。
1984年の監督デビュー作である『お葬式』からいきなり数々の映画賞を獲得するなど絶賛を浴びた。その後、『タンポポ』『マルサの女』『マルサの女2』『あげまん』『ミンボーの女』『大病人』『スーパーの女』『マルタイの女』などを演出し、いずれも大ヒットを記録した。一般観客からも映画評論家からも、ともに高く評価されていたことは特筆に値する。
俳優としての出演も数十作品に及び（#出演作品を参照）、1983年（昭和58年）公開の『家族ゲーム』『細雪』の演技でキネマ旬報助演男優賞を受賞。エッセイストとしての代表作には『ヨーロッパ退屈日記』『女たちよ！』『小説より奇なり』など。CM出演も多数（#CM）。
妻の宮本信子は、伊丹の監督デビュー後は伊丹作品の多数で主演女優として作品のヒットに貢献し、それ以前から家庭でも多面的にその成功に貢献しつづけていた。二人の間の長男の池内万作も俳優として活動した。
愛媛県松山市に伊丹十三記念館が開館され、伊丹の功績が紹介されている。また伊丹を記念してその名を冠した「伊丹十三賞」がさまざまな表現者たちに贈られている。
周防正行は『マルサの女』のメイキング映像を撮影してくれと依頼され、それを撮影することにより伊丹の映画製作現場や監督業をつぶさに観察する機会を得たことで、自身も映画監督となるきっかけをつかみ、伊丹同様に日本映画界を盛り上げてゆく存在となった。

## 来歴

### 幼少 - 青年期
1933年5月15日、京都市右京区鳴滝泉谷町に、映画監督の伊丹万作の長男として生まれる。池内家の通字が「義」だったため、祖父の強い意向で戸籍名は義弘と命名されたが、父は岳彦と命名する予定だったため、家庭では父の意向により「岳彦（たけひこ）」「タケチャン」と呼ばれて育ち、本人も岳彦だと思い育った。こうした事情から、戸籍名は「池内 義弘」だが、自身は「池内 岳彦」と名乗っていた。生後7か月で京都市右京区嵯峨野神ノ木町に転居。2歳の時、妹ゆかり（1960年に大江健三郎と結婚）が誕生。
1938年4月末、父の東宝東京撮影所移籍に伴い東京市世田谷区祖師谷に転居。1940年、世田谷区立桜第一小学校入学。
1940年末に、父が東宝を退社したことに伴い、1941年、京都市上京区（現在の北区）小山北大野町に転居、京都師範男子部附属国民学校（現・京都教育大学附属京都小学校）に転校。1944年、同校の特別科学教育学級に編入される。この学級では、戦時中としては例外的な早期英語教育を受ける。級友に湯川秀樹の長男湯川春洋や、貝塚茂樹の長男で経済学者の貝塚啓明、日本画家の上村淳之がいる。1946年、京都府立第一中学校（現・京都府立洛北高等学校）入学の年に父が死去。同窓に共同通信労組の林直久がいた。1947年10月、京都府立洛北高等学校併設中学校に転校。1948年10月、京都府立山城高等学校併設中学校に転校。1949年4月、京都府立山城高等学校に入学。夏より、スクリプター野上照代が「飯炊き係」として約1年同居し世話をした。1950年1月以降は休学。
1950年、愛媛県松山市小坂町の寺院・多聞院の一室に移り、母や妹と同居を開始。1950年4月14日、1学年遅れで愛媛県立松山東高等学校に転入。同校では文藝部誌「掌上」第1号に黒田 匡の筆名で創作「気分」を発表。また、巻末の「編輯雑感」にも池内 義弘の名で執筆。1951年、2年次から転入した大江健三郎と親交を結ぶ。同年8月1日、同校演劇部の「彦一ばなし」「夕鶴」などの公演に裏方として参加。同年10月から休学。
1952年4月、愛媛県立松山南高等学校2年次に転入。1954年3月、20歳で同校を卒業。その後に上京し、新東宝編集部に就職。

### 商業デザイナー時代
同年、新東宝での映画編集の仕事を経て商業デザイナーとなり、車内の吊り広告や目次のデザインなどを手がける。この頃山口瞳と出会い、のちに山口の小説『人殺し』のタイポグラフィを手がけるなど、生涯にわたる親交を結ぶ。デザイナーとしての手腕は晩年まで活かされ、自著をはじめとする本の装丁、ブックカバー、ポスター、宮本信子の楽屋暖簾などもデザインした。とくにレタリングには定評があり、映画監督の山本嘉次郎によれば「伊丹十三さんの明朝体は、日本一である。いや世界一である」と評するほどだった。

### マルチタレントとして活躍
舞台芸術学院に学び、1960年1月、26歳の時大映に入社、父伊丹万作と小林一三の名にちなみ「伊丹 一三」という芸名を永田雅一にもらい俳優となる。
身長は180cm。当時の日本人としては、そして俳優としても、かなり背が高い方だった。
1960年5月11日にスクリプター野上照代より、日本映画界の巨人である川喜多長政・川喜多かしこの娘の川喜多和子を銀座のバーで紹介され、同年7月13日に東京・国際文化会館にて結婚。式には、結婚したばかりの作家であり友人の大江と妹ゆかりも参列した。
1961年、大映を退社する。その後『北京の55日』（1963年）『ロード・ジム』（1965年）などの外国映画に出演し、話題となる。
1962年に妻・和子と自主短編作品『ゴムデッポウ』を制作、1963年に勅使河原宏監督の「砂の女」と同時上映された。
1965年には、外国映画に出演した際のロケ道中をまとめたエッセイ『ヨーロッパ退屈日記』を出版しヒット。その後も『女たちよ！』など軽妙なエッセイを次々と発表し、文筆業にも活動の場を広げた。
NHKドラマ「あしたの家族」（1965年～1967年）で、共演者の一人であった女優の宮本信子と不倫交際に発展した。1966年10月26日、川喜多和子と協議離婚。1967年4月、「マイナスをプラスに変える」意味で「伊丹 十三」と改名。1969年元日に山口瞳の媒酌で宮本と再婚。結婚式は東京都国立市にある谷保天満宮であげ、6日に婚姻届を提出。そして子供を二人もうける（長男は俳優の池内万作、次男は池内万平）。家事や子育てにも関心が深く、著書訳書もある。長男の万作は父の筆名から名前をそのまま取って命名された。
1970年代に入るとテレビ番組制作会社テレビマンユニオンに参加し、『遠くへ行きたい』等のドキュメンタリー番組の制作に関わり、自らレポートする。この時に培ったドキュメンタリー的手法は、その後の映画制作にも反映している。また『日本世間噺大系』『小説より奇なり』に見られる、独特の聞き書き文体はこの時代の経験を反映している。また1970年代後半には『アフタヌーンショー』のレポーターを務め、緻密な画力で犯罪現場を生放送のスタジオで描いてみせた。
岸田秀の『ものぐさ精神分析』（1977年）を読み、彼の主張する唯幻論に傾倒する。1978年12月、岸田との共著『哺育器の中の大人 精神分析講義』（朝日出版社）を上梓。また、1982年に刊行された『ものぐさ精神分析』中公文庫版の解説を書く。
1981年、岸田らを中心に取り上げた現代思想の雑誌『モノンクル』（フランス語で“僕のおじさん”の意）をに創刊、編集主幹を務めた。しかし、6号で終刊となる。伊丹の関わった記事のいくつかは、『自分たちよ!』に収録されている。1982年、インタビューで編集長の仕事を問われ「あんまり向いていないというか……雑誌というのがよくわかっていなかったのかなあ。商売と結びつかないでしょう。仕事としてはおもしろい。最初の何号かは気に入っている」と語っている。
俳優活動としては、『家族ゲーム』（1983年）、『細雪』（1983年）で、キネマ旬報賞助演男優賞、報知映画賞助演男優賞を受賞した。
文化人らが伊丹の周辺に集まり、一種のサロンを形成していた。コピーライターの糸井重里、自称「ゲージツ家」の篠原勝之、作家の村松友視などである。

### 映画監督への転身
1984年に51歳で、『お葬式』で映画監督としてデビューし、日本国内で高い評価を受ける。この作品で受賞した映画賞は、日本アカデミー賞、芸術選奨新人賞を始めとして30を超えた。この映画は信子の父の葬式がきっかけであり、わずか一週間でシナリオを書き上げた。
なお、本作はその著作を読み漁り講演などには必ず駆けつけるほど傾倒していた蓮實重彦の「理論」を強烈に意識して制作されたものであり、主に1930年代から1940年代のハリウッド映画のシーンやショットの引用が多数ちりばめられている。しかし、試写会に訪れた蓮實に対し伊丹は歩み寄り声を掛けたが、蓮實は無下に「ダメです」と返答しただけだった。伊丹は蓮實からの予想外な酷評にひどく失望したと言われているが、その影響からか2作目以降は「引用の織物」による「芸術的」な側面は姿を消し、もっぱらエンターテインメントに徹した作風となっている。
またこの作品で、伊丹は前歴の俳優・エッセイスト・ドキュメンタリー作家・CM作家・イラストレーター・商業デザイナーとしての全ての経験が活かせることを発見し、その後も食欲と性欲の未分化な人びとを喜劇的に描いた『タンポポ』、国税局査察部（通称「マルサ」）に対する徹底した取材を元にした『マルサの女』、ヤクザの民事介入暴力と戦う女弁護士を描いた『ミンボーの女』など、日本の社会に対する強い問題意識をもちながら、かつエンターテインメント性に富み、映画史的引用や細部にこだわった映画作品を創ったことで、一躍当時の日本を代表する映画監督となり「伊丹映画」というブランドを築くことに成功する。
特に1992年の『ミンボーの女』では、ゆすりをやる暴力団は市民が勇気を持って賢く行動すれば引き下がることを描き、観客は大喜びした。これまで日本では、映画でヤクザ（暴力団員）をヒーローとして扱い礼賛していた（「ヤクザ映画」という一ジャンルが存在する）。公開1週間後の5月22日夜に、自宅の近くで刃物を持った5人組に襲撃され、顔や両腕などに全治3か月の重傷を負うが、伊丹は「私はくじけない。映画で自由をつらぬく。」と宣言した。病院に搬送された際に取材陣から「大丈夫ですか!?」と声をかけられ、声こそ出なかったもののピースサインで応えた。警察は現場の車から山口組系後藤組の犯行であることを突き止め、5人の組員が4年から6年の懲役刑となった。
1993年5月には自称右翼の男が『大病人』公開中の映画館のスクリーンを切り裂く事件が起こるなど、数々の被害や脅迫・嫌がらせを受けることとなったが、襲撃事件により身辺警護を受けた。身辺警護の経験は1997年の『マルタイの女』で映画化された。
また『タンポポ』は、アメリカでも配給され評判となった。
演出面での特徴は、俳優に対して一言一句のアドリブも許さず、画面に映る全ての小道具に一切の妥協を許さないという厳格なものであった。しかし、俳優がNGを出しても決して怒鳴り散らしたりしなかったため、俳優にとっては非常にやりやすかったという。また、『お葬式』以降、一貫して「死」にこだわり続け、端役が死ぬような場面でも演出には熱がこもっていた。全体が食にまつわる気楽なコメディであり生命賛歌でもある（ラストは母乳を飲む赤ちゃんの映像である）『タンポポ』にも、死のイメージは挿入され、本筋と関係なく登場し続ける白服ヤクザは最後に銃弾を浴びて落命する。

### 突然の死
1997年12月20日、伊丹プロダクションのある東京都港区麻布台3丁目のマンション南側下の駐車場で遺体となって発見された。64歳没。葬儀は故人の遺志により執り行われなかった。投身自殺を図ったとされたが、当初からその経緯について様々な説が飛び交った。
かつて『ミンボーの女』公開後に襲撃事件があったことから、当初から暴力団の関与を疑う声はあった。ただ、事務所にワープロ印字の遺書らしきものが残されており、そこに「身をもって潔白を証明します。なんにもなかったというのはこれ以外の方法では立証できないのです。」との文言があったことから「写真週刊誌『フラッシュ』によりSMクラブ通いや不倫疑惑が取り沙汰されたことに対する抗議の投身自殺」と推測されるようになった。しかし、伊丹はレタリングデザイナーとして日本有数と自負する存在であり、書き文字には人一倍の愛着とこだわりを持っていたことから、遺書が手書きでなくワープロで打たれていた点が不自然とされた。また、死の直前に『FLASH』の記者から不倫疑惑について問われた際、伊丹は笑いながら「妻に聞いてみればいいよ」「（不倫疑惑は）いつものことだから」と軽口で答え、その様子が『FLASH』誌面に掲載されている。また、死の5日前まで医療廃棄物問題の取材も続けていた。「飛び降り自殺」はまさにその直後のことであり（インタビュー、『FLASH』発売直後）、自殺直前の様子との不自然さから、その「自殺」には強い疑惑が持たれ続けている。
ジェイク・エーデルスタインの著書によると、伊丹は当時後藤組と創価学会の関係を題材にした映画の企画を進めており、後藤組組長の後藤忠政がそれを快く思わず、後藤配下の5人が伊丹の体をつかんで銃を突きつけ屋上から飛び降りさせたと、自身が取材した人物が語ったという。また、大島渚や立川談志など古くから伊丹十三を知る人物も、警察が死因を「自殺」と断定した後も「不倫報道ぐらいのことで、あいつは自殺しない」「飛び降り自殺は絶対に選ばない」と話し、自殺を否定した。
伊丹映画に出演経験のある伊集院光は、1997年9月22日に行われた伊丹監督作品10作品目「マルタイの女」記者発表兼記念パーティーの席上で「OLがたくさん出るような映画を撮りたいから、また出てくれる？」と言われたという。
また、死の一週間ほど前には「次撮るものはもう決まっている。君(伊集院)にも出てもらうからね。それを宮本信子との映画の集大成にしたい。テーマはお局OLだ」とも言われたという。
また、同じ『マルタイの女』の舞台挨拶で「これからの世界で子供たちがどう生きていくのかが気にかかっている、だから次は子供たちをテーマに据えた映画を撮りたい」と述べている。
俳優の中尾彬は『キャリアの女』の企画を既知しており、「すでに5～6本の新作の台本が出来上がっていた」とも言われている。
1997年9月29日放送の『SMAP×SMAP』で、妻・宮本信子との共演が最後のバラエティ番組出演となった。
宮本信子は、2002年12月20日の「感謝の会」における挨拶で「本人が決めたことですから仕方がないですけれども」と語っており、伊丹の死後、プロデューサーの玉置泰に伊丹の遺書が渡されている。
2005年1月、インターネットの掲示板上で最初は真如苑が関係しているというものが主流であった。しかし、それを受けてかわからないが伊丹の死が創価学会によるものという風評が短時間に大量に乱立した。そのことについて創価学会は事実無根として掲示板の管理者に対し訴訟を起こす。2009年2月、東京地裁は原告創価学会の主張を認め、被告に80万円の損害賠償を命じた。

### 死後
2000年、大江健三郎の小説『取り替え子』に伊丹十三を思わせる人物が描かれた。
2007年5月、少年時代の一時期を過ごした愛媛県松山市に、妻・宮本信子が「伊丹十三記念館」を開館した。晩年になって東京から移り住んだ湯河原の家などから遺品を集め、展示している。
2008年、伊丹十三記念館を運営しているITM伊丹記念財団理事長兼一六本舗代表取締役社長玉置泰が伊丹十三賞を創設した。2009年から「言語表現を主軸としたもの」および「映像・ビジュアル表現を主軸としたもの」を毎年交互に選出し賞を贈っている。
2024年現在、伊丹が製作に携わった映画作品はインターネットなどによる動画配信が行われていないが、これはもっと大事に1本1本を観てもらいたいのと映画専門チャンネル「日本映画専門チャンネル」を運営している日本映画放送との縁を大事にしている伊丹プロダクションの意向によるものである。
2025年、TOHOシネマズ 日比谷・梅田で、伊丹十三監督全10作品の4Kデジタルリマスター版を上映する特別企画【日本映画専門チャンネルpresents　伊丹十三4K映画祭】が実施された。。

## 家族・親族など
- 宮本信子 - 女優でありながら、こだわりの強い伊丹のために私生活でも柔軟に伊丹色に染まり[31]、精神面でも家事面でもその成功を支え続け、伊丹の映画作品に何度も主役出演し映画作品の成功にも寄与、監督としての伊丹とも分けて語ることができない存在となった。伊丹亡き後も女優業を続け、伊丹十三記念館の館長に就任した。
- 池内万作 - 長男。
- 池内万平 - 次男[32]。
- 大江健三郎 - 妹・ゆかりの夫で義弟にあたる。ギタリストの荘村清志は従弟[33]。

## 出演作品

### テレビドラマ
- あしたの家族（1965年4月 - 1967年3月、NHK）- 小出武彦 役
- 源氏物語（1965年、毎日放送） - 光源氏 役
- ザ・ガードマン 第84話「ハートで盗め」（1966年、大映テレビ室 / TBS）
- レモンのような女 第3話「燕がえしのサヨコ」（1967年、国際放映 / TBS）
- コメットさん 第49話 - 第79話（1967年 - 1968年、国際放映 / TBS） - 石原三郎 役[34]
- キイハンター 第4話「顔のない男」（1968年、東映 / TBS）） - ジョニーこと橋爪徹 役
- 無用ノ介 第2話「無用ノ介の首500両也」（1969年、国際放映 / 日本テレビ）- 用心棒 役
- 悪一代（1969年、朝日放送） - 留吉 役
- すばらしき罠（1969年、NHK）
- 戦国艶物語 第三部・千姫編（1969年 - 1970年、TBS） - 本多忠刻 役
- 江戸川乱歩シリーズ 明智小五郎 第1話「殺しの招待状 蜘蛛男より」（1970年、東映 / 東京12チャンネル） - 畔柳友助 役
- 裁きの家（1970年、関西テレビ） - 吉井学 役
- 天皇の世紀
  - 第1部・第4話「地熱」・第8話「降嫁」（1971年、国際放映 / 朝日放送） - 岩倉具視 役
  - 第2部（1974年、製作者同上） - ドキュメント編レポーター
- 楡家の人びと（1972年、NHK）- 楡欧州 役
- 大河ドラマ（NHK）
  - 国盗り物語（1973年） - 足利義昭 役
  - 峠の群像（1982年） - 吉良上野介 役
  - 春の波涛（1985年） - 伊藤博文 役
- 新書太閤記（1973年、東映 / NET） - 荒木村重 役
- 必殺仕置人 第19話「罪も憎んで人憎む」（1973年、松竹 / 朝日放送）- 秋山但馬守 役
- 助け人走る 第25話「逃亡大商売」（1974年、松竹 / 朝日放送） - 弥平次役
- おしどり右京捕物車 第1話「鞭」（1974年、松竹 / 朝日放送） - ナレーター
- 新・座頭市 第9話「見ない涙に虹を見た」（1976年、勝プロ / フジテレビ） - 為吉 役
- 愛のサスペンス劇場 「薪能」（1977年、ユニオン映画 / 日本テレビ）- 和泉公三 役
- 戦後最大の誘拐・吉展ちゃん事件（1979年、S.H.P / テレビ朝日） - ナレーター
- 死にたがる子[35]（1979年、NHK）
- 風神の門（1980年、NHK） - 大野治長 役
- 本郷菊坂赤門通り（1981年、フジテレビ）
- 北の国から（1981年、フジテレビ） - 吉野信次 役
- 横溝正史の鬼火 仮面の男と湖底の女（1983年、テレビ朝日）
- 日本の面影（1984年、NHK） - 佐久間信恭 役

### 映画
- 嫌い嫌い嫌い（1960年、大映）
- 銀座のどら猫（1960年、大映）
- 偽大学生（1960年、大映）
- 大津波（1960年、Stratton Productionsと東宝映画の合作）
- 黒い十人の女（1961年、大映）
- 北京の55日（1963年、アライド・アーティスト） ※日本公開1964年
- 執炎（1964年、日活）
- ロード・ジム（1965年、コロンビア ピクチャーズ）
- 男の顔は履歴書（1966年、松竹）
- 日本春歌考（1967年、松竹）
- 懲役十八年 仮出獄（1967年、東映）
- 人間魚雷 あゝ回天特別攻撃隊（1968年、東映）
- あゝ予科練（1968年、東映）
- 金瓶梅（1968年、松竹）
- 昭和元禄 TOKYO196X年（1968年、製作＝東京映画　配給＝東宝）
- 命かれても（1968年、東映）
- 栄光への5000キロ（1969年、石原プロ）
- ごろつき部隊（1969年、東映）
- やさしいにっぽん人（1971年、東プロ）
- 修羅雪姫 怨み恋歌（1974年、東宝）
- 妹（1974年、日活）
- わが道（1974年、近代映画協会）
- 吾輩は猫である（1975年、東宝）
- 草迷宮（1978年、人力飛行機舎） ※日本公開1983年
- もう頰づえはつかない（1979年、ATG）
- 夕暮まで（1980年、東宝）
- 仕掛人梅安（1981年、東映）
- 悪霊島（1981年、日本ヘラルド映画）
- スローなブギにしてくれ（1981年、東映）
- 細雪（1983年、東宝）
- 家族ゲーム（1983年、ATG）
- 居酒屋兆治（1983年、東宝）
- 迷走地図（1983年、松竹）
- 化粧（1984年、松竹）- 熊倉 役
- 瀬戸内少年野球団（1984年、日本ヘラルド映画）
- ドレミファ娘の血は騒ぐ（1985年、ディレクターズ・カンパニー）
- スウィートホーム（1989年、東宝） - 山村健一 役 ※製作総指揮
- C（コンビニエンス）ジャック（1992年、日本ビクター） - 研修の講師 役

### オリジナルビデオ
- 白百合女学園洋弓部 白銀の標的（1991年）

### 劇場アニメ
- 星のオルフェウス（1979年） - 脚本・ナレーション

### テレビ番組
- ファミリーショー（1967年、NHK） - 総合司会
- 奥さまワイドショー 2時ですこんにちは（1966年11月21日 - 、日本テレビ） - 司会
- 遠くへ行きたい（日本テレビ）
  - 伊丹十三の親子丼珍道中（1971年4月11日）
  - 伊丹十三の日の出撮影大作戦（1972年1月2日）
  - 伊丹十三の“奈良・お習字の旅”（1974年4月21日）
  - 伊丹十三の“明解古座川図鑑”和歌山県古座川（1975年10月12日）
- 夢と冒険!アメリカ大横断（1976年、日本テレビ） - ナビゲーター
- 伊丹十三の古代への旅（1977年10月3日 - 12月26日、東京12チャンネル） - 司会
- アフタヌーンショー「未解決事件シリーズ」（1977年 - 1978年、NETテレビ） - レポーター
- テレビ探偵団（1989年1月15日、フジテレビ）
- SMAP×SMAP（1997年9月29日、フジテレビ）

### CM
- ハウス食品 ジャワカレー（1970年）[36]
- 松下電器産業（現:パナソニック）冷蔵庫ビッグ
- 明治乳業 ホイップ&ホイップ 宮本信子と長男の池内万作と家族で共演
- コールドベック ジョニーウォーカー
- 味の素 マヨネーズ（1980年代）
  - マヨネーズDo 宮本信子と共演[37]
- 西友 （1980年代）
- KDD（現・KDDI）国際電話（1989年頃）
- 一六タルト
- 日産自動車 サニーB13前期型（1990年）
- ツムラ
  - 日本の名湯（1990年）
  - バスクリン（1993年）宮本信子と夫婦で共演[38]
- 麒麟麦酒 キリンプレミアムビール（1991年）
- 宝酒造
  - タカラcanチューハイ（1995年）
  - 宝焼酎 亜楽-ARAKU-（1997年）

## 監督

### 映画
- ゴムデッポウ（1962年） ※伊丹一三名義の初監督作品、第24回東京国際映画祭特別上映[39][40]
- お葬式（1984年）
- タンポポ（1985年）
- マルサの女（1987年）
- マルサの女2（1988年）
- あげまん（1990年）
- ミンボーの女（1992年）
- 大病人（1993年）
- 静かな生活（1995年）
- スーパーの女（1996年）
- マルタイの女（1997年）

### テレビドラマ
- 3番テーブルの客（1997年、フジテレビ）

## デザイン
- 「伊丹万作全集」（筑摩書房、1961年） - タイポグラフィ
- 長沼弘毅「シャーロック・ホームズの紫烟」（文藝春秋、1966年） - 装丁
- 「漫画讀本」（文藝春秋、1967年） - 車内吊り広告イラスト
- 山口瞳「人殺し」（文藝春秋、1972年）- タイポグラフィ
- 山本嘉次郎「日本三大洋食考」（昭文社出版部、1973年） - 装丁
- 日本アート・シアター・ギルド - ロゴマーク

ほか

## 書籍

### 自著
- 『ヨーロッパ退屈日記』（文藝春秋新社、1965年） のち文庫、新潮文庫、2005年
- 『女たちよ!』（文藝春秋、1968年） のち文庫　のち新潮文庫、2005年
- 『問いつめられたパパとママの本』中央公論社、1969年11月。NDLJP:9581847。 のち中公文庫（新版 2011年）、のち新潮文庫、2005年
- 『再び女たちよ!』（文藝春秋、1972年） のち文庫、新潮文庫、2005年
- 『小説より奇なり』（文藝春秋、1973年） のち文庫
- 『日本世間噺大系』（文藝春秋、1976年） のち文庫、新潮文庫、2005年
- 『女たちよ!男たちよ!子供たちよ!』文藝春秋、1980年8月。NDLJP:12104033。のち文庫
- 『自分たちよ!』（文藝春秋、1983年） のち文庫
- 『「お葬式」日記』（文藝春秋、1985年）
- 『フランス料理を私と』（文藝春秋、1987年）
- 『「マルサの女」日記』（文藝春秋、1987年）
- 『「大病人」日記』（文藝春秋、1993年）
- 『ぼくの伯父さん－単行本未収録エッセイ集』（つるとはな、2017年）
- 『伊丹十三選集』（全3巻、岩波書店、2018年12月-2019年2月）

1 日本人よ！、2 好きと嫌い、3 日々是十三（松家仁之・中村好文・池内万平編）
- 『伊丹十三の台所』（つるとはな、2023年）

### 共著
- 愛猫記（吉行淳之介ほか、番町書房、1977年）
- 『哺育器の中の大人：精神分析講義』（岸田秀、朝日出版社、1978年）、新版・青土社、文春文庫　ちくま文庫
- 『快の打ち出の小槌：日本人の精神分析講義』（佐々木孝次、朝日出版社、1980年）
- 『倒錯 - 幼女連続殺人事件と妄想の時代』（福島章、岸田秀、ネスコ、1990年）
- 『大病人の大現場　伊丹十三映画の舞台裏』（立木義浩撮影、および対談、集英社、1993年）

### 翻訳
- マーナ・デイヴィス『ポテト・ブック』（ブックマン社、1976年 / 再版：河出書房新社、2014年）
- ウィリアム・サローヤン『パパ・ユーア　クレイジー』（ワーク・ショップ　ガルダ、1979年 / 再版：新潮文庫、1988年）
- マイク・マグレディ『主夫と生活』（学陽書房、1983年 / 学陽書房 (女性文庫) 1995年 / 再版：アノニマ・スタジオ、2014年）
- ピーター・シェーファー『ザ・ロイヤル・ハント・オブ・ザ・サン』（劇書房、1985年）
- ジャンヌ・ハンソン『中年を悟るとき』（飛鳥新社、1996年）

## 伝記
- 『伊丹十三の本』（「考える人」編集部編、新潮社、2005年）
- 『伊丹十三の映画』（「考える人」編集部編、新潮社、2007年）
- 今野勉『テレビマン伊丹十三の冒険　テレビは映画より面白い?』（東京大学出版会、2023年）

## その他
- 「伊丹十三です。みんなでカンツォーネを聴きながらスパゲッティを食べよう。」 （CD：ウルトラ・ヴァイヴ、2002年）

伊丹が高梨木聖とイタリア料理について語ったサウンド・エッセイで、大野雄二などが音楽を担当した。初発売時のタイトルは 「伊丹十三です。スパゲティの作り方教えます。」 （レコード：日本コロムビア、1971年）。